# Wasserradkopf
Wasserradkopf är en bergstopp i Österrike. Den ligger i distriktet Spittal an der Drau och förbundslandet Kärnten, i den centrala delen av landet. Toppen på Wasserradkopf är 3 032 meter över havet.
Den högsta punkten i närheten är Racherin, 3 092 meter över havet, norr om Wasserradkopf. Närmaste större samhälle är Heiligenblut am Großglockner, sydost om Wasserradkopf. 
Trakten runt Wasserradkopf består i huvudsak av alpin tundra och kala bergstoppar.